# Bandera de Castilla y León

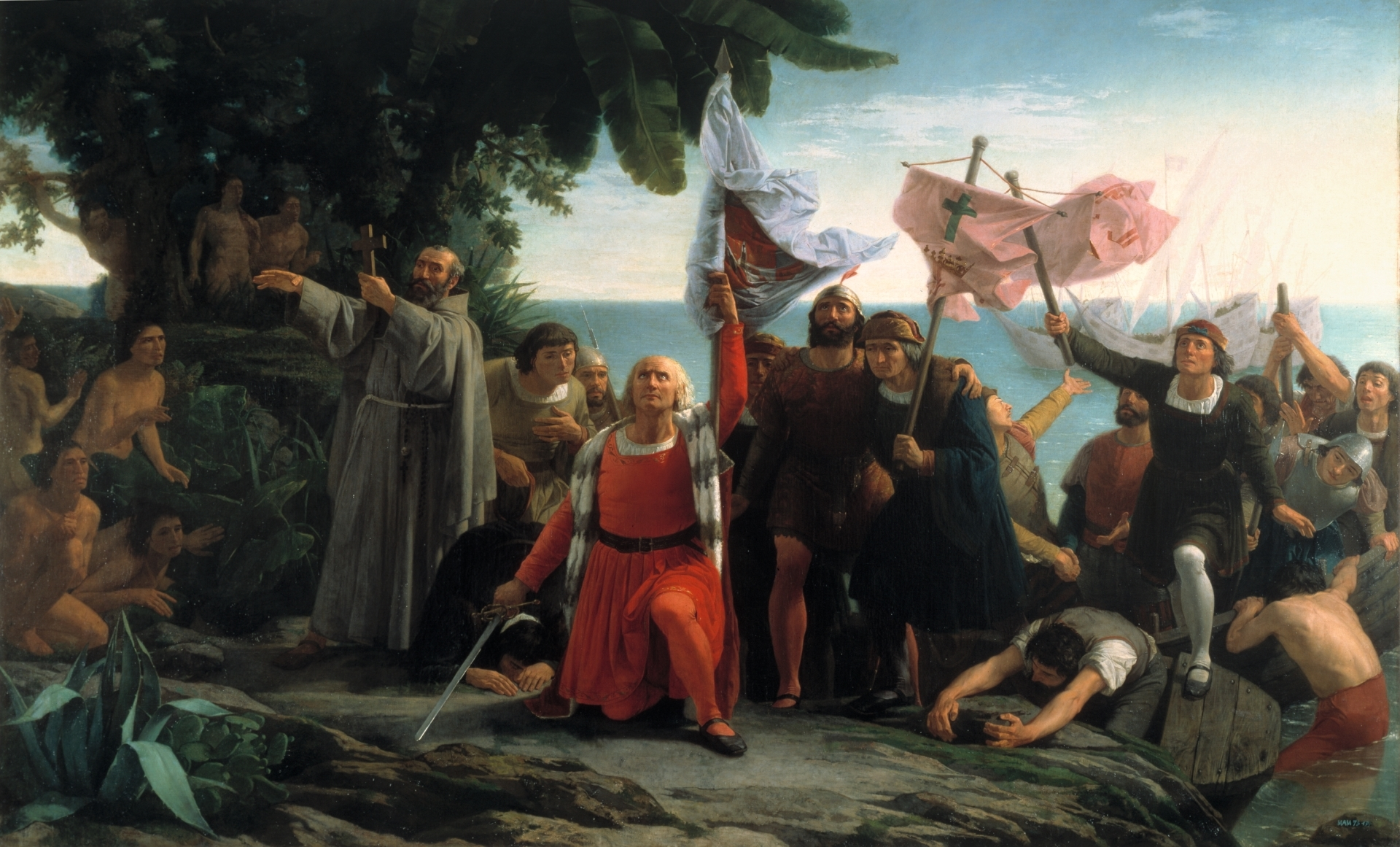
Primer desembarco de Cristóbal Colón en América 1862 (Exposición Nacional, Medalla de Primera clase) por Dióscoro Puebla, donde aparece la bandera, de la por aquel entonces Corona de Castilla

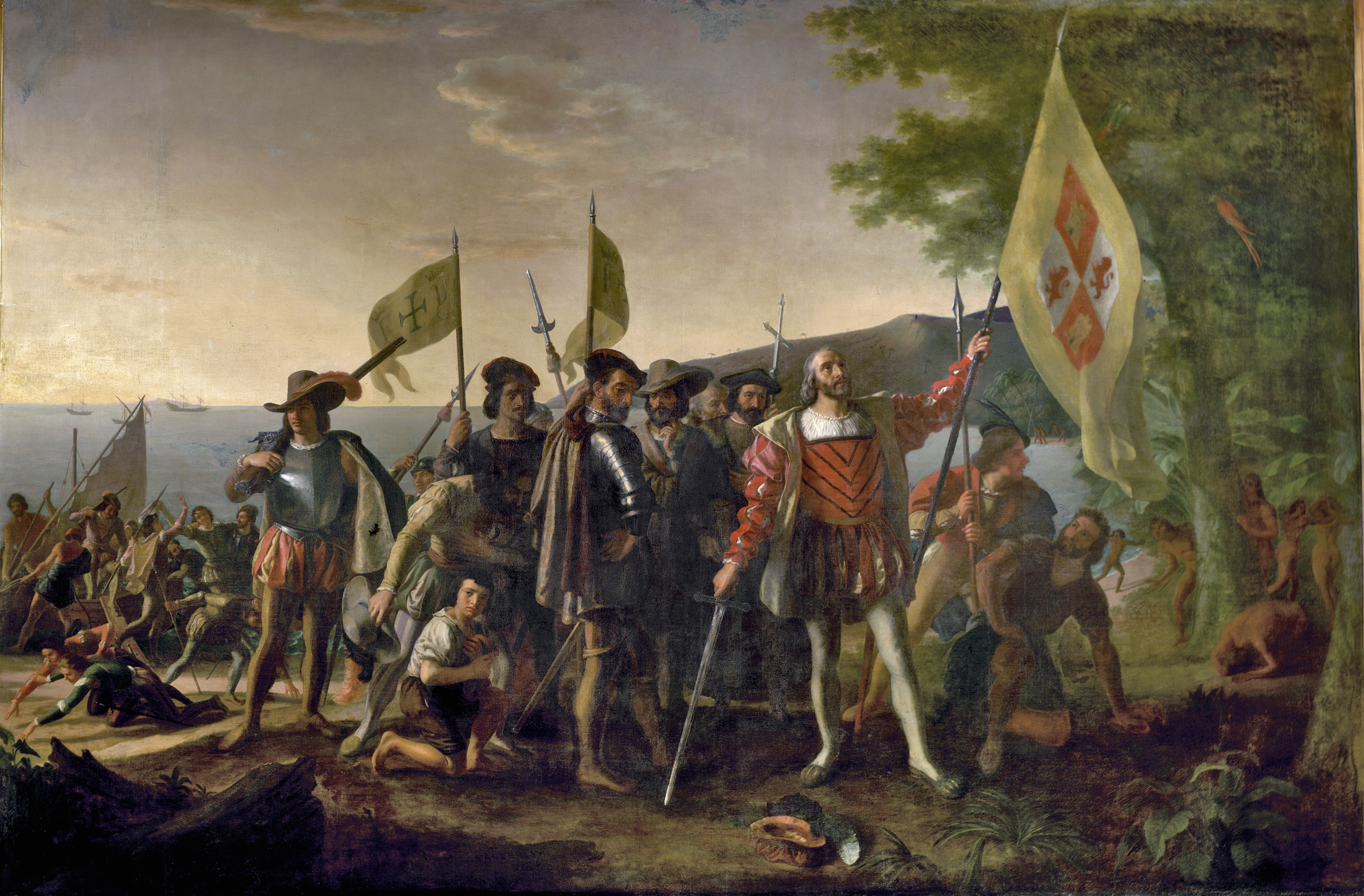
Pintura sobre el Descubrimiento de América por Cristóbal Colón representando a la Corona de Castilla tras las Capitulaciones de Santa Fe

La bandera de Castilla y León es un símbolo representativo de dicha comunidad autónoma española. Su origen, al igual que el del escudo, se remonta a la Corona de Castilla, reino de la península ibérica, cuyo origen se remonta al siglo XIII. El diseño actual viene definido por el artículo 6 del Estatuto de Autonomía de Castilla y León (Ley Orgánica 4/1983), aprobado en 1983.

## Descripción de la bandera
De acuerdo con el artículo 6 del Estatuto de Autonomía, la bandera de la comunidad se obtiene a partir del escudo, con la siguiente descripción:

Artículo 6.º Símbolos de la comunidad y fiesta oficial
1. El blasón de Castilla y León es un escudo timbrado por corona real abierta, cuartelado en cruz o contracuartelado. El primer y cuarto cuarteles: sobre campo de gules, un castillo de oro almenado de tres almenas, mamposteado de sable y clarado de azur. El segundo y tercero cuarteles: sobre campo de plata, un león rampante de púrpura, linguado, uñado y armado de gules, coronado de oro.
2. La bandera de Castilla y León es cuartelada y agrupa los símbolos de Castilla y León, conforme se han descrito en el apartado anterior. La bandera ondeará en todos los centros y actos oficiales de la Comunidad, a la derecha de la bandera española.

Artículo 6, apartados 3 y 4, del Estatuto de Autonomía de Castilla y León

Hay que tener en cuenta que la descripción que se hace de los símbolos se basa en el blasón (escudo), utilizando términos de heráldica, pero que al pasar esos símbolos a la bandera, deben adaptarse a términos vexilológicos. Así, campo se refiere al fondo; los términos gules, sable y azur, hacen referencia a esmaltes con los colores respectivamente de rojo vivo, negro y azul intenso u oscuro, mientras que el esmalte púrpura hace referencia a todos púrpuras que van del morado al violeta. En cuanto al oro y la plata, presentes en el escudo mediante metales, no existen en las banderas como tales, por lo cual se utiliza el blanco para representar al brillo de la plata, y un amarillo con la tonalidad modificada para representar al oro.
También hay que tener en cuenta que en las banderas se enumeran los cuarteles (cada una de las cuatro partes en que se divide), en el orden de las agujas del reloj comenzando por el superior izquierdo, mientras que en heráldica se enumeran siempre de izquierda a derecha por filas comenzando por la superior, pero sin seguir el sentido de las agujas del reloj.
Atendiendo a esas referencias, se podría describir la bandera de la siguiente forma:

Bandera de Castilla y León
La bandera de Castilla y León es cuartelada. El primer cuartel en el ángulo superior izquierdo y el tercero en el ángulo inferior derecho: sobre fondo rojo vivo, un castillo en oro almenado de tres almenas, mamposteado de negro y aclarado de azul intenso. El segundo cuartel en el ángulo superior derecho y el cuarto en el ángulo inferior izquierdo: sobre fondo blanco, un león rampante en púrpura, linguado, uñado y armado en rojo vivo, coronado en oro.

Descripción de la bandera adaptada a términos vexilológicos

## Símbolos
Los símbolos de Castilla y León representan a las dos entidades anteriores que la forman: el reino de Castilla y el reino de León, que se unieron formando la Corona de Castilla. Hasta entonces el símbolo de la Corona leonesa había sido un león pasante (que posteriormente se convertirían en un rampante), de color púrpura, mientras que el símbolo de la corona de Castilla era un castillo de oro aclarado de azur en campo de gules.
Cuando Fernando III, en el año 1230, une las dos coronas, se le presenta el dilema de cuál de los dos símbolos adoptar. El monarca tomó una decisión casi salomónica y creó el famoso escudo cuartelado, acuñando así el que sería el símbolo de la corona y, andando el tiempo, de todo el Estado español (hasta el siglo XIX).
Hay que tener en cuenta que estos símbolos no representan solo a lo que hoy conocemos como Castilla y León, sino que representan también a territorios que anteriormente pertenecían a ambas coronas y que se extendían a casi todo el norte y gran parte de la península ibérica. Es por este motivo que ambos símbolos, el castillo y el león, están incluidos en el escudo de España.

## Construcción de la bandera
Las dimensiones de la bandera vienen dadas por el Decreto 63/1989 de la Comunidad de Castilla y León, que establece una proporción de 76 partes de alto por 99 partes de largo. La bandera está cuartelada, siendo el primer cuartel (arriba a la izquierda) y el último (abajo a la derecha) en fondo rojo y con la figura del castillo, mientras que el segundo (arriba a la derecha) y el tercero (abajo a la izquierda) son en fondo blanco con la figura del león. Todas las figuras se encuentran centradas en su cuartel.

## Uso
Es la bandera histórica de la Corona de Castilla desde el año 1230. Una de las banderas más antiguas de Europa y del mundo. Los barcos de Cristóbal Colón que descubrieron América la portaban.
La bandera ondeará por ley en todos los centros y actos oficiales de la comunidad castellana y leonesa, a la derecha de la bandera española, también se suele incorporar la bandera europea.

## Historia
Esta bandera ha estado presente en numerosos acontecimientos históricos, como el 12 de octubre de 1492 cuando Cristóbal Colón descubrió América, momento en el cual el descubridor portaba la bandera de la Corona de Castilla.
La presencia española en el continente americano durante alrededor de tres siglos ha dejado una huella consistente. En muchos estados de Estados Unidos se conservan los símbolos que poseían los antepasados españoles que se asentaron en aquellas tierras. De hecho, varios estados incorporan los emblemas de la Corona de Castilla en sus escudos o banderas. 

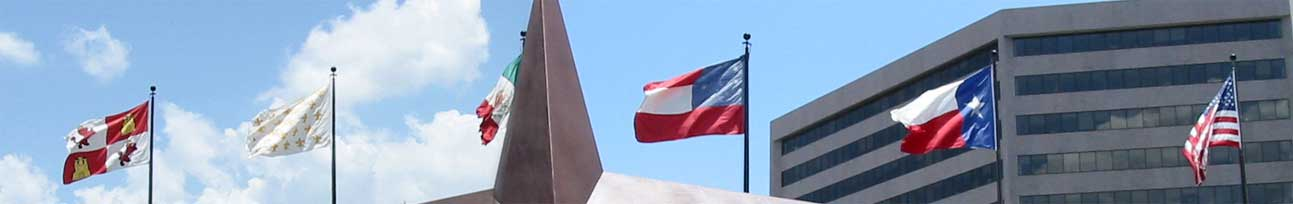
Las seis banderas de Texas; a la izquierda se puede observar la bandera de Castilla y León

## Pendón

Pendón de Castilla y León

El pendón que se custodia en la Colegiata de San Antolín de Medina del Campo, que al parecer está confeccionado a principios del siglo XVI, sirvió de base para la elaboración de un pendón de Castilla y León, si bien a ese original se introdujeron modificaciones en los ornamentos y en las figuras. Ese diseño se llevó a cabo durante el proceso preautonómico por parte del Ayuntamiento de Valladolid. Su ejemplo fue seguido por otras Corporaciones en los meses siguientes, y se adoptó esta doble representación de banderas en la Comisión que estaba redactando el proyecto del Estatuto de Autonomía. Así quedó también incorporado y aprobado definitivamente en el texto.

## Imágenes relacionadas

Bandera sobre mapa de Castilla y León
Escudo de Castilla y León

## Otras banderas empleadas en Castilla y León

Bandera de Castilla, empleada por el castellanismo
Bandera de Castilla, siguiendo la tradición liberal en España de asociar el morado a los comuneros
Bandera leonesa, empleada por el leonesismo